# Teognosto de Sarai
Teognosto (em russo:  Феогност; séc. XIII) foi bispo de Sarai na segunda metade do século XIII, durante o reinado do Cã da Horda Dourada Mangu Temir.
Depois que Metrófanes deixou a sé episcopal e escreveu ao metropolita sobre isso, Sua Eminência Cirilo instalou Teognosto nesta sé em 1269.
Em documentos russos antigos está registrado que o cã Mengu-Timur e o metropolita Cirilo III enviaram o bispo Teognosto da capital da Horda, Sarai, ao imperador Miguel VIII e ao patriarca de Constantinopla. Esta embaixada provavelmente ocorreu por volta de 1278, então Teognosto retornou a Sarai em 1279.
É provável que Teognosto, o imperador e o patriarca tenham discutido as relações com o Egito, pois se sabe que na mesma época Mengu-Timur tentou estabelecer relações diplomáticas diretas com o Egito, com o apoio de Constantinopla.